# Ribeira Grande (Lajes do Pico)
A Ribeira Grande é um curso de água português localizado no concelho das Lajes do Pico, ilha do Pico, arquipélago dos Açores.
Este curso de água tem origem a cerca de 600 metros de altitude. A sua bacia hidrográfica recebe as águas de escorrência da encosta de parte do Cabeço da Lagoinha.
O seu curso de água que desagua no Oceano Atlântico, fá-lo na costa próximo da aldeia da Ribeira Grande onde se precípita de uma falésia com cerca de 200 de altitude.